# 索斯諾夫卡河
索斯諾夫卡河是俄羅斯的河流，屬於布爾納亞河流域，由列寧格勒州負責管轄，河道全長15.4公里，最終注入蘇霍多利斯科耶湖，是波羅的海流域的一部分。